# Palatinado-Simmern-Zweibrücken
O Ducado do Palatinado-Simmern e Zweibrücken (em alemão:  Hertzogtum Pfalz-Simmern und Zweibrücken), ou simplesmente Palatinado-Simmern e Zweibrücken foi um estado do Sacro Império Romano-Germânico, criado em 1410, e baseado em Simmern e Zweibrücken, na atual estado alemão da Renânia-Palatinado.

## História
O Palatinado-Simmern e Zweibrücken existiu, enquanto estado autónomo no seio do Sacro-Império, na sequência da morte de Ruperto III, Eleitor Palatino, em 1410, e da partilha dos territórios entre os 4 filhos: Luís III recebeu o Eleitorado do Palatinado; João recebeu o Palatinado-Neumarkt; Otão recebeu o Palatinado-Mosbach; e Estêvão recebeu Simmern e Zweibrücken
Em 1444 o Condado de Veldenz foi adicionado aos estados (por herança de sua mulher Ana de Veldenz) e, mais tarde, nesse mesmo ano, Estêvão partilhou também os seus estados pelos dois filhos: Frederico (que recebeu o Palatinado-Simmern) e Luís (que recebeu o Palatinado-Zweibrücken e o contado de Veldenz).
Em 1448 herdou medade dos territories do Palatinado-Neumarkt mas logo os vendeu ao Palatinado-Mosbach.

## Árvore Genealógica
```
 
(em construção)
```

## Soberanos do Palatinado-Simmern e Zweibrücken

### Título
O título dos soberanos era Conde palatino no Reno e Duque de Simmern e Zweibrücken (em alemão:  Pfalzgraf bei Rhein und Herzog von Simmern und Zweibrücken). Na sua qualidade de membros de um ramo colateral da família do Príncipe-Eleitor do Palatinado, os soberanos usavam o título Conde Palatino (no Reno).

### Lista de Duques
- Estêvão, 1410–1459